# Joseph Mendes da Costa
Joseph Mendes da Costa (Amsterdam, 4 november 1863 – aldaar, 20 juli 1939) was een Nederlandse beeldhouwer.
Joseph Mendes da Costa werd vooral bekend door het vervaardigen van beelden en ornamenten voor gebouwen. Hij was van 1886 tot 1887 lid van de kunstenaarsgroep "Labor et Ars", die later de representanten zouden worden van de Nederlandse variant van de art nouveau. Hij is de wegbereider geweest voor de 20e-eeuwse kunst in Nederland, doordat hij als eerste beeldhouwer een monumentale, symbolistische stijl van strakke lijnen en heldere vlakken ontwikkelde.

## Biografie

### Jeugd
Joseph Mendes da Costa werd geboren als tweede zoon van Moses Mendes da Costa en Esther Teixeira de Mattos. Zijn familie was onderdeel van de Sefardisch-Joodse gemeenschap in Amsterdam. Zijn broer Samuel Mendes da Costa (1862-1943) werd hoogleraar dermatologie aan de Universiteit van Amsterdam. Een jongere zus Rachel pleegde op 31-jarige leeftijd suïcide. Als jongen werkte Mendes da Costa als steenhouwer in de werkplaats van zijn vader aan de Nieuwe Prinsengracht in Amsterdam. Hij hielp daar bij het maken van gootstenen en grafzerken. Van 1879 tot 1881 leerde hij tekenen aan de pas opgerichte Kunstnijverheidsschool Quellinus Amsterdam, en van 1882 tot 1885 volgde hij in de ochtenduren als hospitant lessen in boetseren aan de Rijksschool voor Kunstnijverheid Amsterdam. Hier ontmoette hij beeldhouwers als Lambertus Zijl, G.W. Dijsselhof en Th.W. Nieuwenhuis.

### Verdere leven

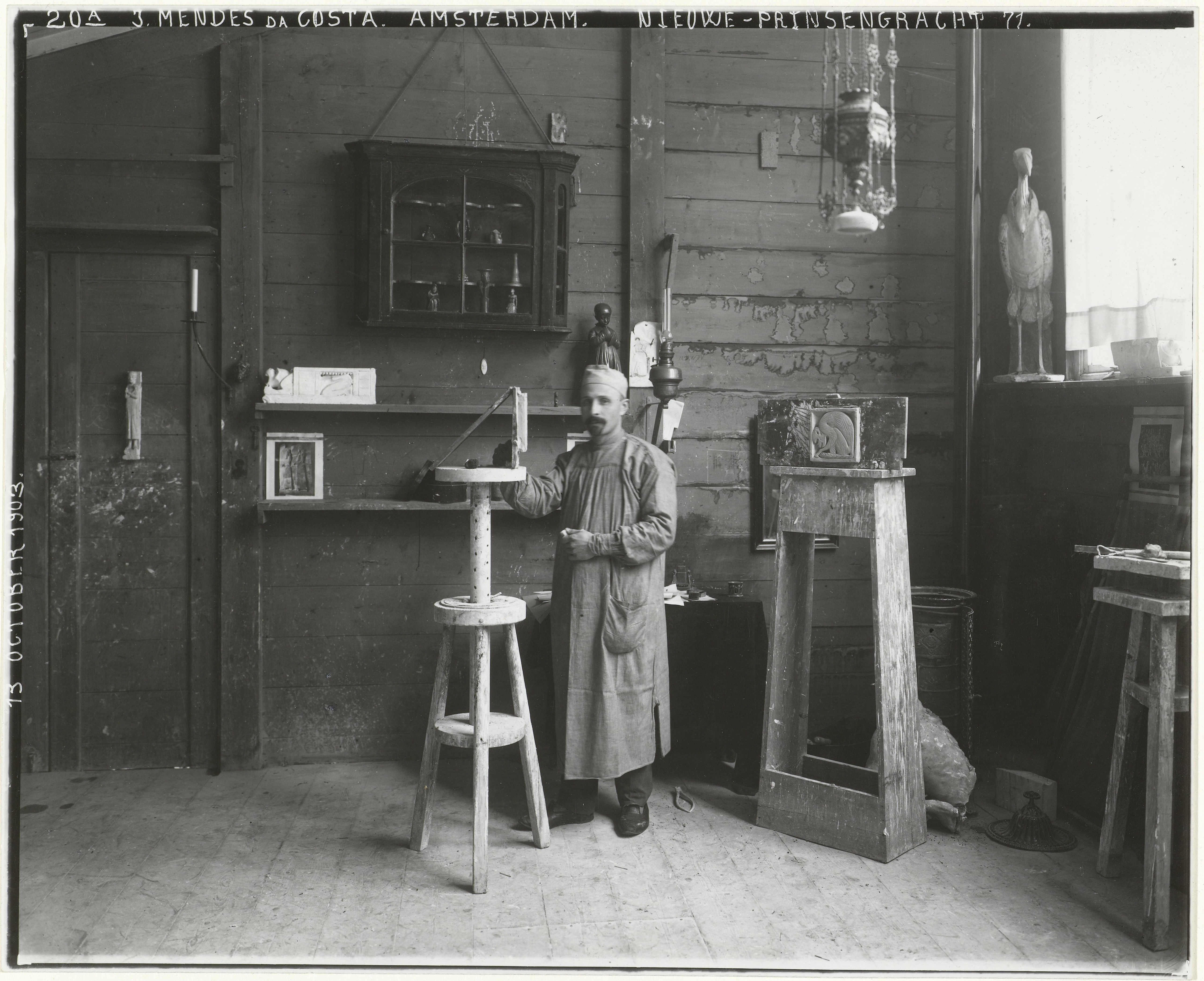
Mendes da Costa in zijn atelier (foto van Sigmund Löw, 1903)

Omstreeks 1887 richtte hij samen met Lambertus Zijl een compagnonschap op voor het maken van beeldhouwwerk en kunstnijverheidsproducten. Van 1888 tot 1901 gaf hij 's avonds les aan de Industrieschool van de Maatschappij voor de Werkende Stand. In 1891 trouwde hij met zijn nicht Hanna Jessurun de Mesquita (Amsterdam, 25 november 1862), de zus van de graficus Samuel Jessurun de Mesquita.
In 1911 of 1912 verhuisde hij naar Laren. Zijn atelier was op de Engweg 2. Zijn huis was ontworpen door de architecten A.J. Kropholler en J.F. Staal. In 1914 werd hij uitgenodigd om hoogleraar te worden aan de Rijksacademie, maar dit aanbod aanvaardde hij niet.
In 1925 verhuisde Mendes da Costa vanuit Laren terug naar Amsterdam. In 1928 overleed zijn vrouw. Vanaf die tijd leidde hij een teruggetrokken leven. Op 20 juni 1939 overleed Joseph Mendes da Costa. Hij werd begraven op de Portugees-joodse begraafplaats Beth Haim in Ouderkerk aan de Amstel.

## Steengoed figuurgroepjes, dieren en gebruiksvoorwerpen
Zijn vroegste werk bestaat uit geboetseerde tafereeltjes, die hij in zijn omgeving geobserveerd heeft. Vaak nam hij ook dieren tot onderwerp. Naast genrestukjes en dieren maakte hij vooral gebruiksvoorwerpen zoals vaasjes en schotels in geglazuurd aardewerk. Hij was niet tevreden over de kwaliteit van dit aardewerk en bouwde in 1889 een nieuwe oven in zijn atelier waarin de hoge temperaturen bereikt konden worden die noodzakelijk waren voor de vervaardiging van gres (dat het midden houdt tussen porselein en aardewerk, niet poreus is en een dichte scherf heeft). Mendes da Costa bedekte het gres met zoutglazuur waardoor het oppervlak van de voorwerpen gladder werd. De vormen van zijn nieuwere werk werden daardoor strakker en gestileerder dan die van zijn vroegere werk. Deze plastieken bevinden zich onder andere in de collecties van musea in Rotterdam, Den Haag, Amsterdam, Utrecht en Groningen. Naast dierfiguren koos Mendes da Costa vanaf 1907 ook voor Bijbelse figuren als onderwerp en kwam zijn productie van gebruiksvoorwerpen vrijwel tot stilstand. 

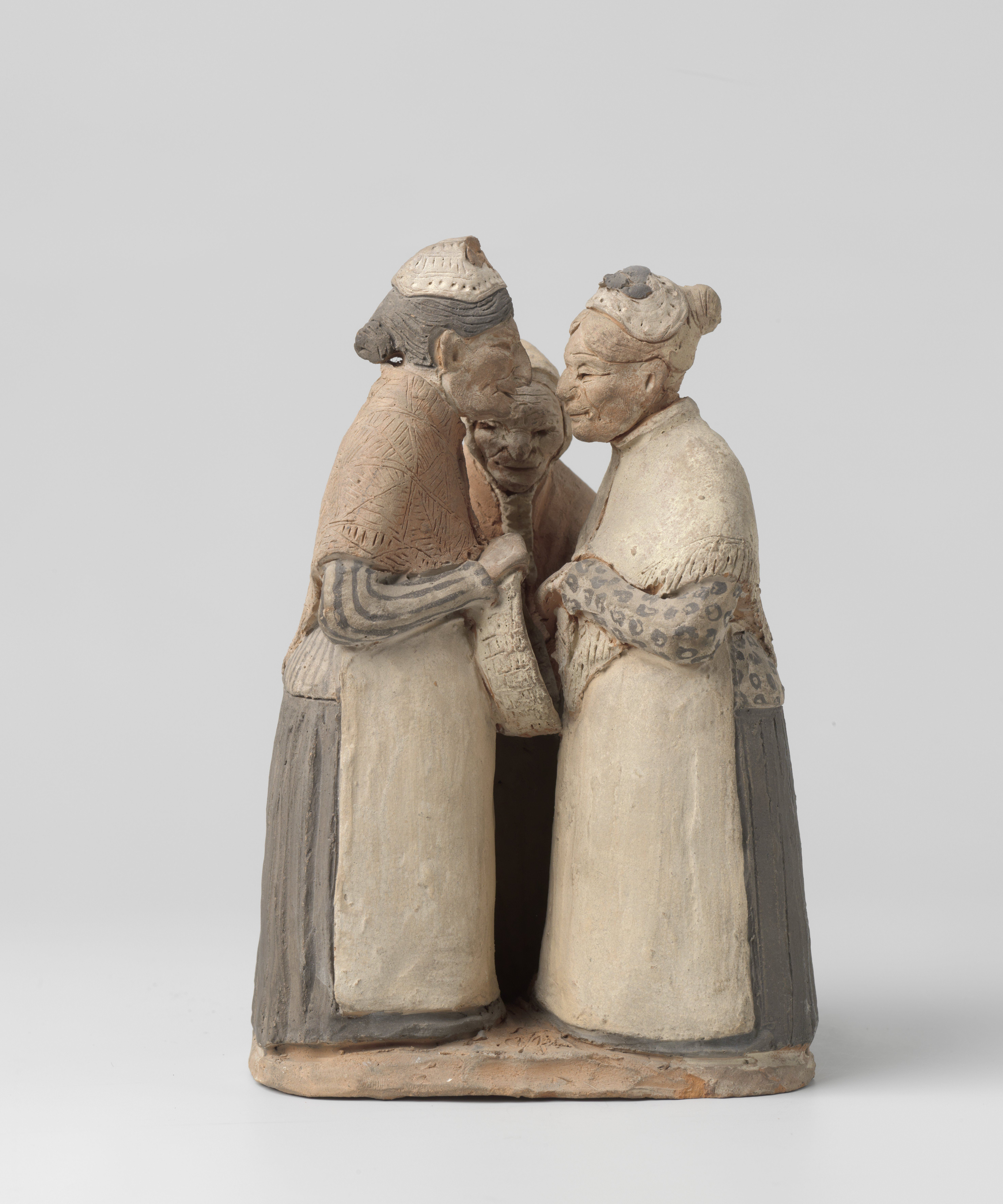
Drie oude vrouwen in gesprek (ca. 1900), Rijksmuseum, Amsterdam
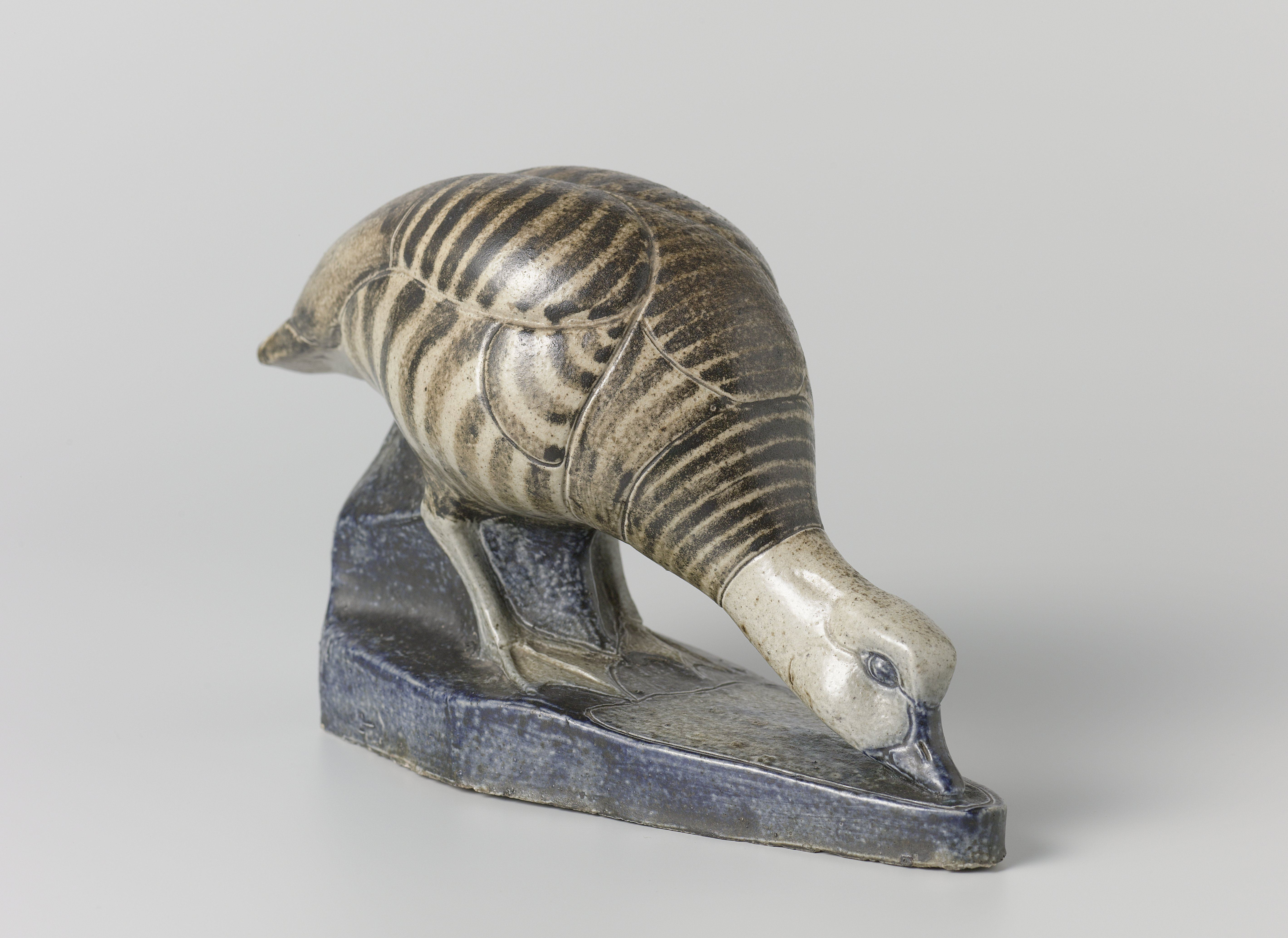
Magelhaengans (1900), Rijksmuseum, Amsterdam
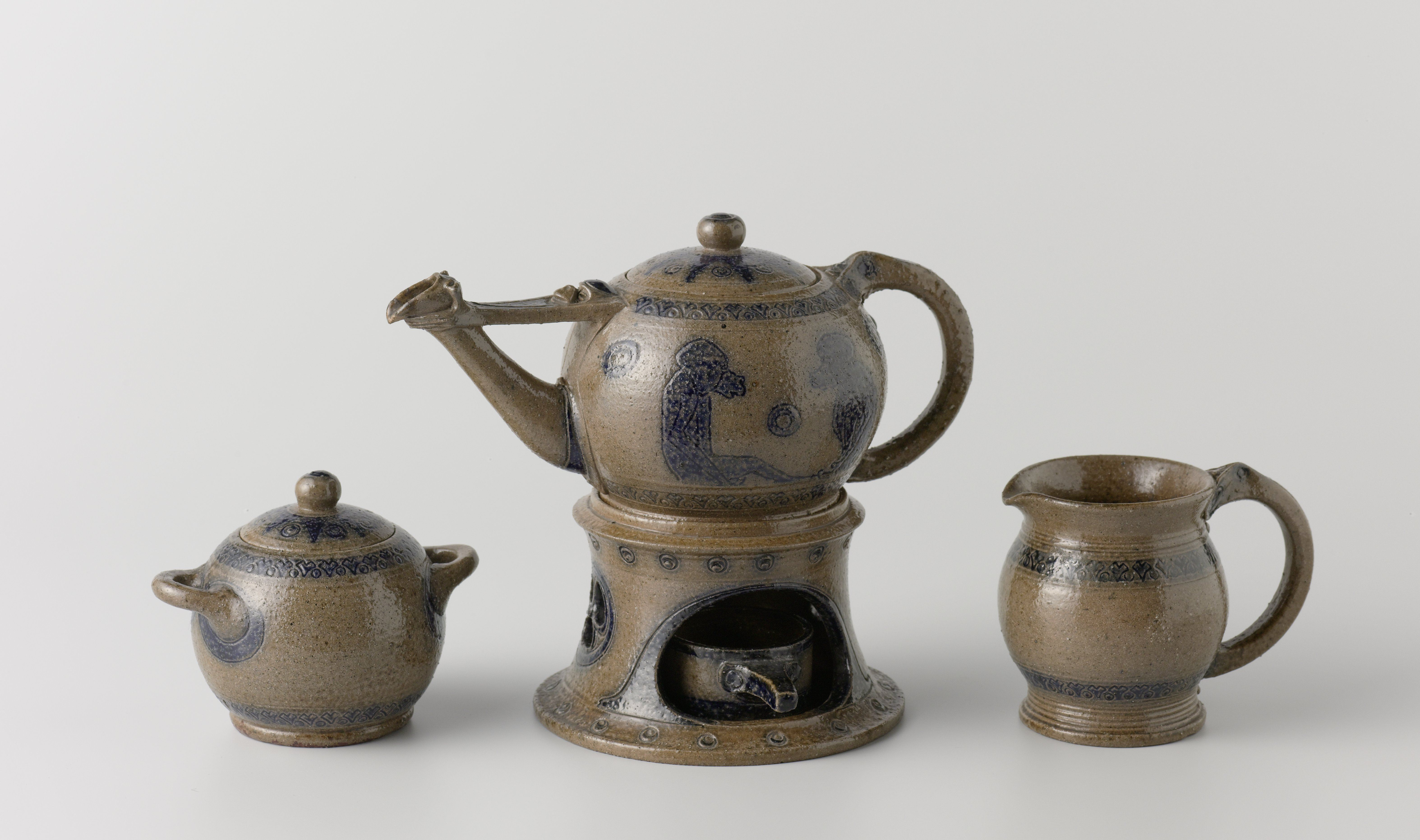
Theeservies (1901), Rijksmuseum, Amsterdam

## Bouwbeeldhouwwerk
Rond 1900 kreeg hij zijn eerste grote opdrachten voor werken aan gebouwen. Voor de Koopmansbeurs (Beurs van Berlage) in Amsterdam, gebouwd in de jaren van 1898 tot en met 1903, ontwierp hij twee schoorsteenstukken en vervaardigde hij houtsnijwerk voor bureaus en kasten. Met Berlage werkte Mendes da Costa ook samen voor de kantoor van de Algemeene Maatschappij van Levensverzekering en Lijfrente in Soerabaja. Mendes da Costa ontwierp twee identieke gevleugelde panters als onderdeel van de ingangspartij. Latere samenwerkingen met Berlage waren opdrachten voor de familie Kröller-Müller. Voor de binnenplaats van het Jachthuis Sint-Hubertus ontwierp Mendes da Costa twee terracotta reliëfs met voorstellingen van Sint Hubertus van Luik. Voor het Londense kantoor van Müller & Co aan Bury Street, ontwierp Mendes da Costa een voorsteven van een schip voor op de hoek van het gebouw. Het werd uitgevoerd in graniet. 

Ook van de architecten A.J. Kropholler en J.F. Staal ontving Mendes da Costa opdrachten. Tussen 1903 en 1905 ontwierp Mendes da Costa bouwbeeldhouwwerk voor het exterieur en interieur van een gebouw van de levensverzekeringsmaatschappij "De Utrecht" aan het Damrak in Amsterdam. Eveneens van Kropholler kwam de opdracht voor decoraties (beeldhouwwerken en reliëfs) in de "Hofkerk van de Heilige Martelaren van Gorcum", die deel uitmaakt van de Linnaeushof in de Watergraafsmeer te Amsterdam. Net als in zijn kleinere werk en bronzen plastieken heeft Mendes da Costa ook in zijn monumentale werk veel dieren, vooral apen en uilen, afgebeeld. Vanwege deze dierfiguren werd hij in 1914 doctor honoris causa in de biologie van de Rijksuniversiteit Groningen. Ook voor een aantal kerken van Kropholler maakte hij beeldhouwwerken van dieren.

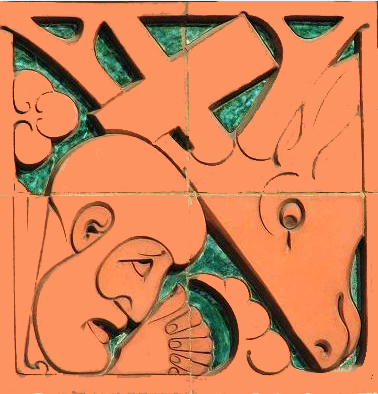
De bekering van St. Hubertus (1922) aan het jachthuis St. Hubertus, Otterlo
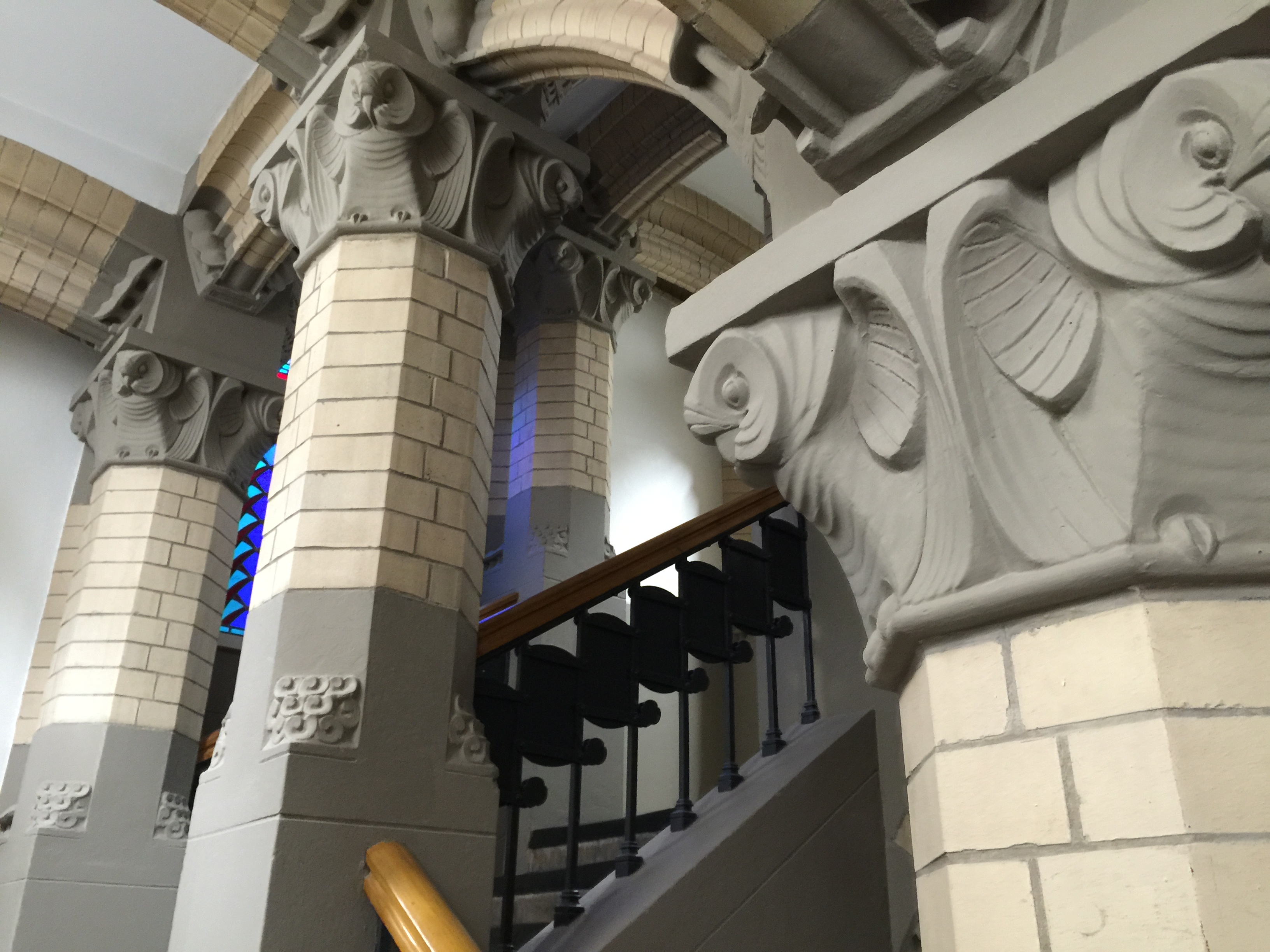
Bouwbeeldhouwwerk in gebouw de Utrecht, Amsterdam
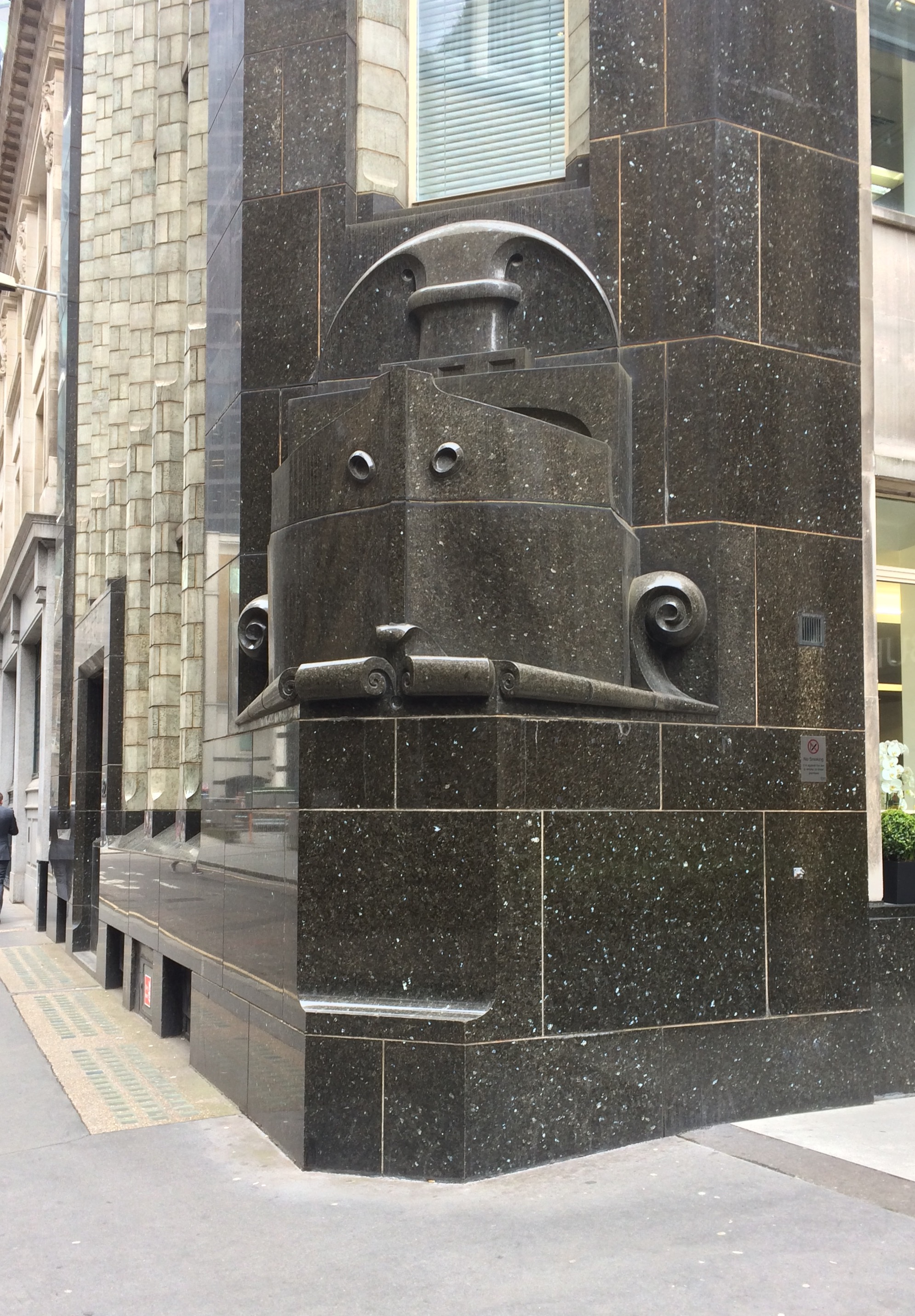
Holland House, Londen

## Monumenten
Van Helene Kröller-Müller, van wie hij veel opdrachten kreeg, ontving Mendes da Costa de opdracht voor een monument van generaal Christiaan de Wet (1915-1917) en voor een tweede monument, gewijd aan M.Th. Steyn, van 1896 tot 1902 president van de Oranje Vrijstaat. Laatstgenoemde is getiteld De Philosoof (1922-1924), ook wel De Raadsman genoemd. Mendes da Costa had in dit beeld de figuur van een raadsman in het algemeen willen symboliseren. Mevrouw Kröller-Müller vond het ontwerp niet geschikt en zag er vanaf het monument aan Zuid-Afrika aan te bieden. Aan Henry Van de Velde werd de opdracht gegeven voor een nieuw monument, de Steynbank (1924). Het beeld van Mendes da Costa staat nu opgesteld bij het Jachthuis Sint-Hubertus op de Hoge Veluwe, dat eigendom was van het echtpaar Kröller-Müller. 

Ook maakte Mendes da Costa in 1929 de Buste van Herman Heijermans, welke geplaatst werd in het Vondelpark in Amsterdam en thans in het Leidsebosje in dezelfde stad staat.

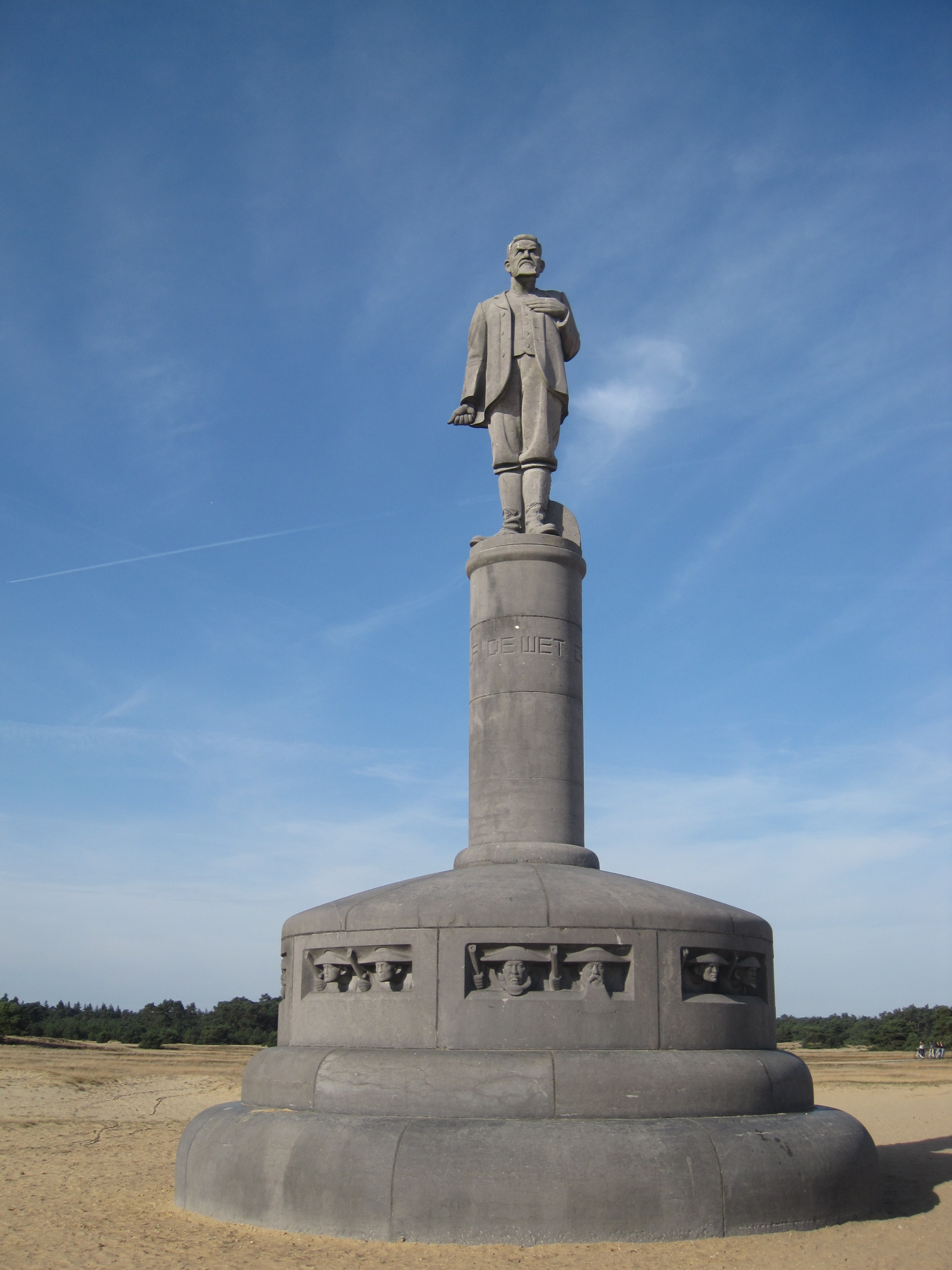
Monument Christiaan de Wet (1915 - 1921), Nationaal Park De Hoge Veluwe, Ede
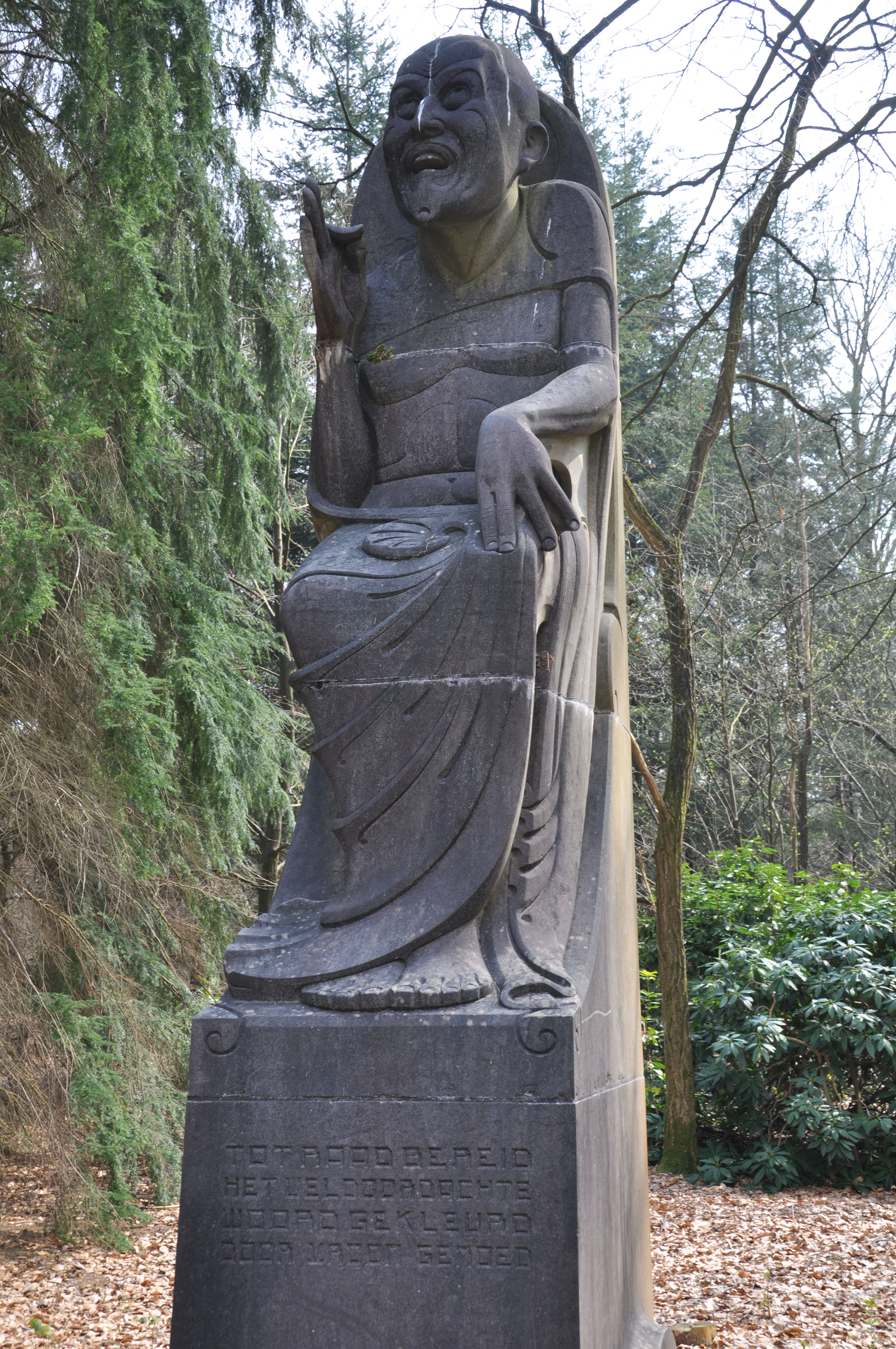
De Philosoof (1920 - 1924), bij Jachthuis Sint-Hubertus
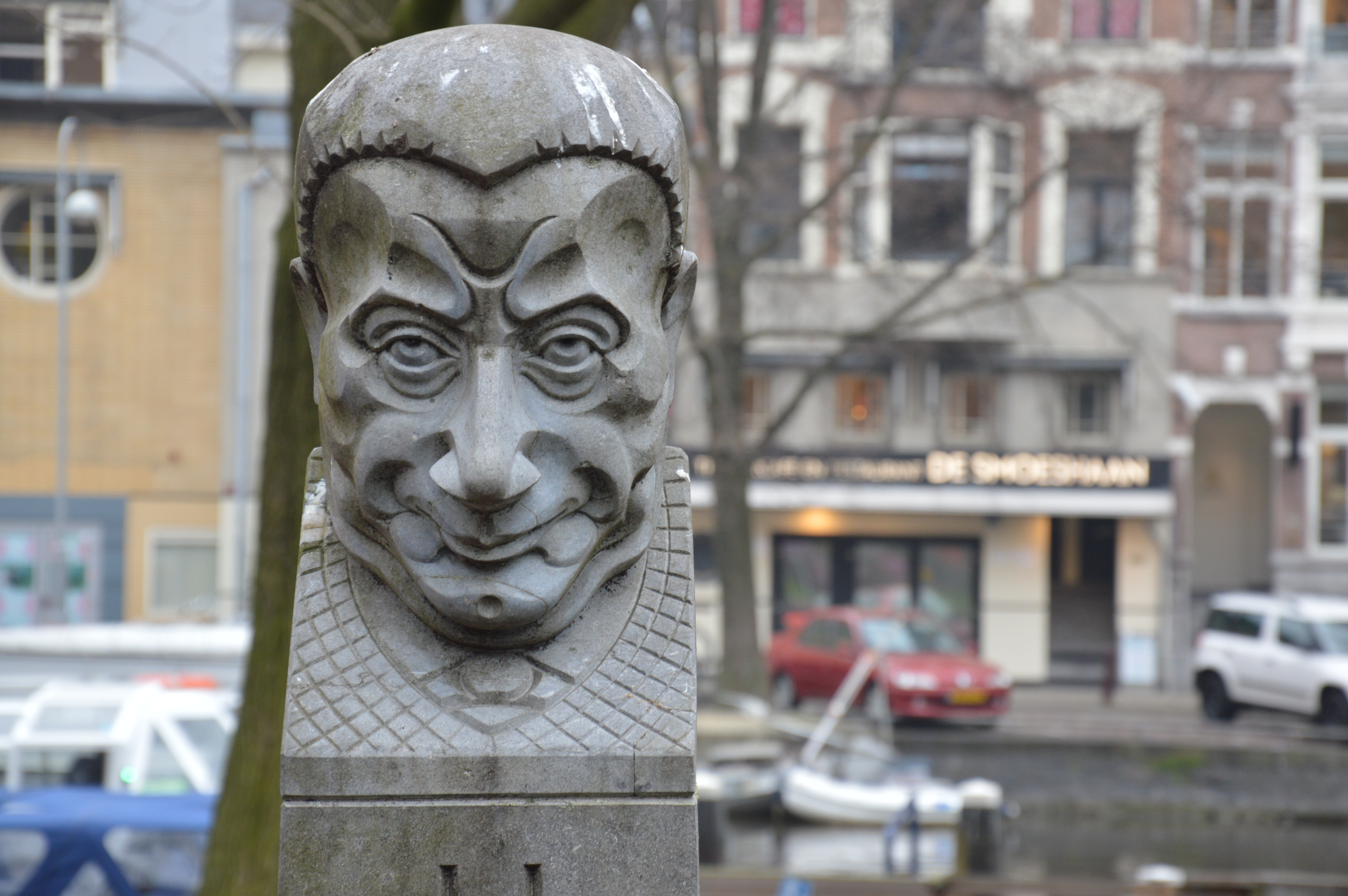
Buste van Herman Heijermans (1929), Leidsebosje, Amsterdam

### Onvoltooid werk
Na de dood van zijn vrouw in 1928 wijdde hij zich onder andere aan het monument "De Levensgang" dat hij maakte ter nagedachtenis aan haar. Dit monument is onvoltooid gebleven.

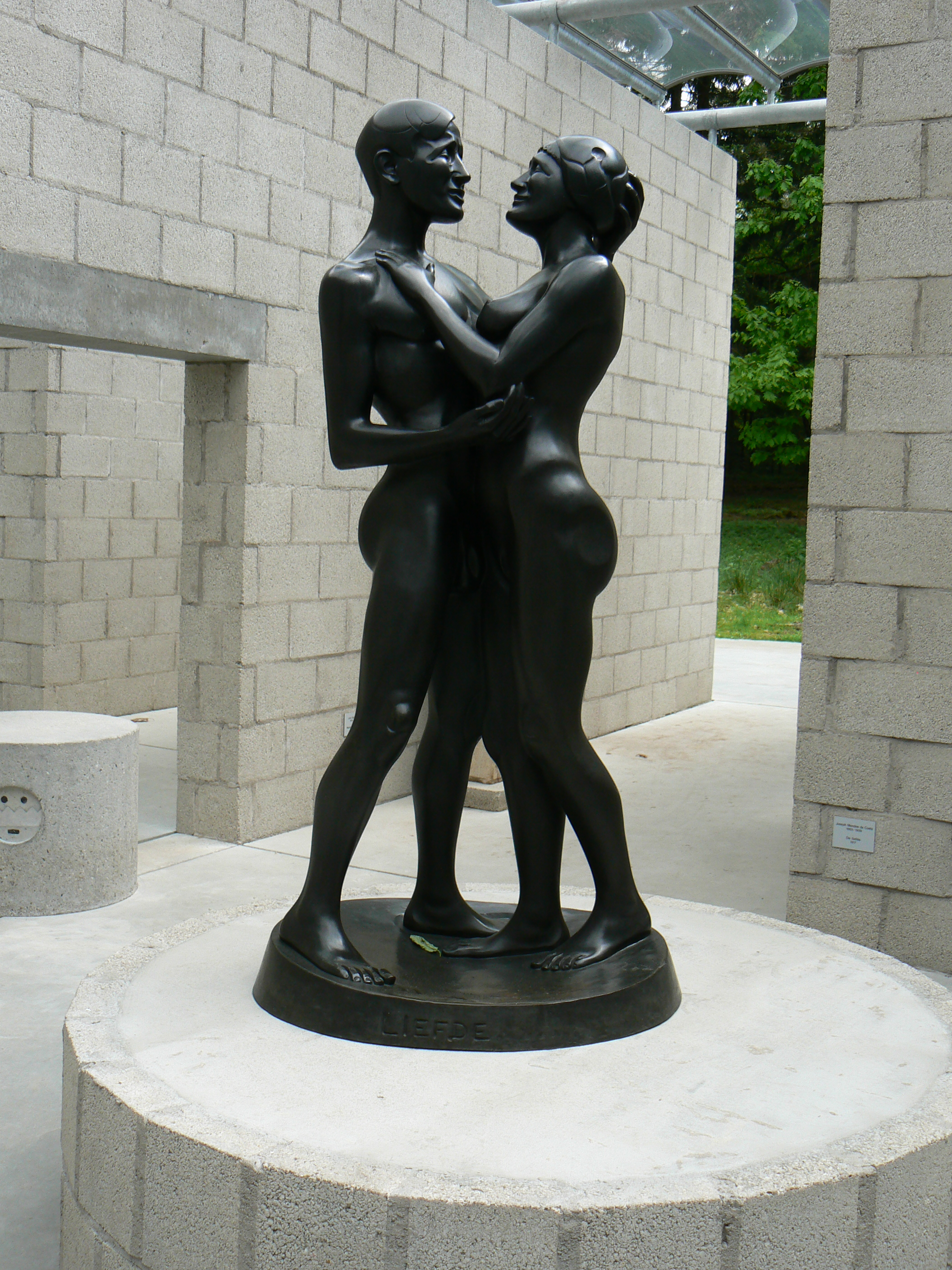
Liefde (1917), Beeldenpark van het Kröller-Müller Museum

## Werk in openbare collecties (selectie)
- Museum Boijmans Van Beuningen, Rotterdam[1]
- Kunstmuseum Den Haag[2]
- Joods Historisch Museum, Amsterdam[3]
- Kröller-Müller Museum, Otterlo
- Rijksmuseum Amsterdam[4]
- Museum Arnhem[5]